# Starý židovský hřbitov v Jaffě
Starý židovský hřbitov v Jaffě (hebrejsky: בית קברות היהודי העתיק ביפו, Bejt kvarot ha-jehudi ha-atik be-Jafo, oficiálně Bejt ha-almin ha-jehudi ha-atik be-Jafo, בית העלמין היהודי העתיק ביפו) je hřbitov na jihozápadním okraji Tel Avivu v Izraeli.

## Geografie
Leží na katastru města Tel Aviv, na pobřeží Středozemního moře, na jižním okraji historického jádra Jaffy. Je situován do ohybu ulice Jehuda me-Ragusa. Na jih od hřbitova začíná čtvrť Adžamis kostelem maronitů sv. Antonína.

## Dějiny
Pozemek byl do židovského vlastnictví vykoupen roku 1834, hřbitov byl otevřen roku 1840. Pohřbívání tu trvalo do roku 1920 a pak neoficiálně až do roku 1928. V té době již byla plocha hřbitova vzhledem k rostoucí židovské populaci Jaffy a Tel Avivu zcela zaplněná. Jediným období, kdy se tu nepohřbívalo, byl rok 1902, kdy v tomto regionu řádila epidemie cholery. Bylo tehdy nutno pohřbívat mimo osídlené oblasti a pro tento účel byly vyčleněny odlehlé pozemky, ze kterých se pak stal Trumpeldorův hřbitov. Ulice u hřbitova je pojmenována po rabínovi Jehudovi me-Ragusovi. Na hřbitově je 2000 hrobů, ale jen cca 805 z nich má vlastní náhrobek. Uloženy jsou zde také svitky Tóry, které shořely při požáru nedalekého sídla Židovské agentury. Místní lidí nazývali hřbitov Adžami, podle sousední čtvrti.